# 季節のない街
『季節のない街』（きせつのないまち）は、1962年4月1日から10月1日まで朝日新聞に連載された山本周五郎の小説。
単行本は1962年に文藝春秋新社より刊行。文庫本は1970年に新潮社より刊行、ロングセラーとなって、現在のカバーは版画家の畦地梅太郎による。
1970年に公開された黒澤明監督の映画『どですかでん』の原作となっている。
オーディオブックが2019年にことのは出版から三好翼の朗読で9枚組CDが発売、同年にAudibleでのデータ配信が発売された。

## ドラマ
- 『たんばさん』（NET【現・テレビ朝日】名作劇場、1963年、出演：森繁久彌、西村晃）
- 『季節のない街』（フジテレビ「シャープ月曜劇場、1963年、出演：多々良純、日高澄子、菅井きん）

| フジテレビ シャープ月曜劇場 | フジテレビ シャープ月曜劇場 | フジテレビ シャープ月曜劇場 |
| 前番組                      | 番組名                      | 次番組                      |
| --------------------------- | --------------------------- | --------------------------- |
| れいこちゃんごめんネ        | 季節のない街 （1963年）     | 長い長い旅                  |

### 2023年版ドラマ
『季節のない街』は、2023年8月9日より、Disney+で配信。全10話。企画、監督、脚本を宮藤官九郎、主演を池松壮亮が務める。舞台は12年前の”ナニ”で被災した人々が身を寄せる仮設住宅に置き換えている。
2024年4月6日（5日深夜）から6月8日（7日深夜）まで、テレビ東京系「ドラマ25」枠にて地上波放送された。

#### キャスト

##### 主要人物
半助 / 田中新助
演 - 池松壮亮

タツヤ / 与田辰也
演- 仲野太賀（5歳時：番家玖太、中学生時：番家一路）

オカベ
演 - 渡辺大知

##### 半助の関係者
トラ
演 - ベーコン（擬人化した姿「擬トラ」：皆川猿時）
半助の飼い猫。
永田ナナ
演 - 佐津川愛美）
半助の元彼女
三木本
演 - 鶴見辰吾
半助の依頼主。三木本Micky豪。

##### タツヤの家族
与田しのぶ
演 - 坂井真紀
タツヤの母。
与田シンゴ
演 - YOUNG DAIS
タツヤの兄。
アカネ
演 - 高松咲希
タツヤの妹
リュウ
演 - 嶋田鉄太
タツヤの弟
アキオ
演 - 戌井昭人（第2話）
元義父
与田やすお
演 - 前野健太（第2話写真・第9話）
亡父

##### オカベの関係者
かつ子
演 - 三浦透子

##### かつ子の関係者
妙子
演 - 広岡由里子
かつ子の叔母
京太
演 - 岩松了
かつ子の叔父
かなえ
演 - 小田茜（第7話）
かつ子の母。

##### 街の人々
六ちゃん
演 - 濱田岳
クニ子
演 - 片桐はいり
六ちゃんの母・惣菜屋店主。
たんばさん / 丹羽和夫
演 - ベンガル
増田益夫
演 - 増子直純（怒髪天）
河口初太郎
演 - 荒川良々
増田光代
演 - 高橋メアリージュン
益夫の妻。
河口良江
演 - MEGUMI
初太郎の妻。
沢上みさお
演 - 前田敦子
沢上良太郎
演 - 塚地武雅
沢上まりこ
演 - 興津苑美
みさおの娘・長女。
沢上りか
演 - 吉田萌果
みさおの娘・次女。
沢上ツトム
演 - 戸井田竜空
みさおの息子・長男。
沢上シロウ
演 - 鳥越一平
みさおの息子・次男。
沢上りょうこ
演 - カリマ
みさおの娘・三女。
島さん / 島悠吉
演 - 藤井隆
NO SEASON社長。
島さんのワイフ
演 - LiLiCo
ホームレス父
演 - 又吉直樹
ホームレスの息子
演 - 大沢一菜
熊
演 - 奥野瑛太
行方
演 - 伊藤修子
主婦。
土浦
演 - 川面千晶
主婦。
鹿島
演 - 上田遥
主婦。
長谷川
演 - 松浦祐也
八百屋。
「男同士」の大将
演 - 西郷豊
ラジニ
演 - クリシュナ
行方おじ
演 - 和田正弘
土浦おば
演 - 篠﨑洋子
自治会長
演 - 小宮孝泰
晴美(ミスでこぽん。)
演 - 日高ボブ美（第9話・最終話）
自治会長の妻。
横川
演 - 中村敦
宅配業者。
役名不明
演 - 田村律子
役名不明
演 - 新島勝夫
役名不明
演 - 三輪眞理子

##### その他
服部和歌子
演 - 伊勢志摩
相談員。
井川
演 - 橋本一郎
NO SEASON社員。
浜口
演 - 平原テツ
NO SEASON社員。
NO SEASON社員
演 - 清瀬やえこ（第9話）
迷子の少女
演 - 西村瑞季（第1話）

大将（天ぷら屋「吉水」）
演 - 鈴木晋介

店員（天ぷら屋「吉水」）
演 - 嶺豪一

三木本の連れ（第3話）
演 - 犬嶋英沙、愛田天麻

「べじっ娘」とその周辺人物（第4話）
演 - 愛可知由、愛宮歌梨（トマト）、青山恋々、香坂光海（にんじん）、木夢あき、桃ノ井理子
宮下銀座の人たち（第6話）
演 - 丸井大福（日本料理屋）、イ ミスン（韓国料理屋）、成松修 & 亀島一徳（レストラン）、ラジャ（カレー屋）
ラジオ・パーソナリティー
演 - 壇鼓太郎（第7話）
ビヨンセ
演 - ビーツ（猫）（擬人化時：HARUKA (CYBERJAPAN)）（第8話）
筑波
演 - 上川周作
警官。
刑事
演 - 市川しんぺー（第8話・第9話）
泥棒
演 - 芹澤興人（第9話）
編集者
演 - 前原滉（最終話）
リポーター
演 - 結城さなえ（最終話）

#### スタッフ
- 企画・脚本 - 宮藤官九郎
- 監督 - 宮藤官九郎、横浜聡子、渡辺直樹
- 音楽 - 大友良英
- 撮影 - 近藤龍人
- 美術 - 三ツ松けいこ
- 録⾳ - ⼭本タカアキ
- 衣装 - 伊賀大介、⽴花⽂乃
- 取材協力 - 豊橋鉄道、小湊鉄道
- チーフプロデューサー - 濱谷晃一（テレビ東京）
- プロデューサー - 山本晃久（ウォルト・ディズニー・ジャパン）、長坂まき子（大人計画）、半田健
- 共同プロデューサー - 大越大士
- 制作プロダクション - オフィスアッシュ
- 企画協力 - ウォルト・ディズニー・ジャパン株式会社
- 製作著作 - テレビ東京

#### 配信日程・放送日程
| 各話   | 配信日        | 放送日        | サブタイトル   | 監督       |
| ------ | ------------- | ------------- | -------------- | ---------- |
| 第1話  | 2023年8月09日 | 2024年4月06日 | 街へいく電車   | 宮藤官九郎 |
| 第2話  | 2023年8月09日 | 4月13日       | 親おもい       | 宮藤官九郎 |
| 第3話  | 2023年8月09日 | 4月20日       | 半助と猫       | 横浜聡子   |
| 第4話  | 2023年8月09日 | 4月27日       | 牧歌調         | 宮藤官九郎 |
| 第5話  | 2023年8月09日 | 5月04日       | 僕のワイフ     | 宮藤官九郎 |
| 第6話  | 2023年8月09日 | 5月11日       | プールのある家 | 渡辺直樹   |
| 第7話  | 2023年8月09日 | 5月18日       | がんもどき前編 | 横浜聡子   |
| 第8話  | 2023年8月09日 | 5月25日       | がんもどき後編 | 横浜聡子   |
| 第9話  | 2023年8月09日 | 6月01日       | たんばさん     | 渡辺直樹   |
| 最終話 | 2023年8月09日 | 6月08日       | とうちゃん     | 宮藤官九郎 |

- 初回・最終回は0時42分 - 1時18分の5分拡大放送。

#### 受賞
- ギャラクシー賞 2024年6月度月間賞[48]

| テレビ東京系 ドラマ25                                                          | テレビ東京系 ドラマ25                                               | テレビ東京系 ドラマ25                   |
| 前番組                                                                         | 番組名                                                              | 次番組                                  |
| ------------------------------------------------------------------------------ | ------------------------------------------------------------------- | --------------------------------------- |
| これから配信はじめます （2024年3月9日 - 3月30日） - ※ここまで0:52 - 1:23に放送 | 季節のない街 （2024年4月6日 - 6月8日） - ※ここから0:42 - 1:13に放送 | 晩酌の流儀3 （2024年6月29日 - 9月21日） |
| テレビ東京系 土曜 0:42 - 0:52                                                  |                                                                     |                                         |
| 闇バイト家族 【ここまで「ドラマ24」枠】                                        | 季節のない街 【ここから「ドラマ25」枠】                             | 晩酌の流儀3                             |

## 舞台
- 『季節のない街』（劇団手織座、2001年 - 2004年）：横浜市南区八幡町や中村町界隈。